# Ng Akew
Ng Akew, född okänt år, död 1880, var en kinesisk opiumsmugglare och fastighetsägare. 
Ng Akew tillhörde Tanka-folket. Hon köptes av den före detta brittiska opiumsmugglaren James Bridget Endicott i Hongkong, och tycks ha fungerat som hans affärskompanjon. År 1849 blev hon föremål för en skandal. Bridget Endicott hade gett henne en del av sin opiumlast, som hon sålde från egna båtar längs kusten. När en av hennes båtar togs av pirater, begav hon sig själv av till piraternas bas och förhandlade med dem om kompensation. Strax därpå överfölls och plundrades ett brittiskt skepp av dessa pirater, med Ng Akew närvarande. Den stulna lasten upptäcktes sedan ombord på hennes skepp. Det antogs att hon hade kommit överens med piraterna om att hennes last skulle kompenseras genom att lasten från nästa skepp de anföll skulle tillfalla henne. Fallet blev mycket omtalat på sin tid, men inget kunde bevisas och hon fick därför släppas. 
När Bridget Endicott pensionerade sig och bosatt sig i Macao gav han Ng Akew land i Hongkong, där hon i kompanjonskap med ett antal andra kvinnor lät uppföra ett hus och blev en välbärgad fastighetsägare. 